# Euphorbia chaetocalyx
Euphorbia chaetocalyx — вид рослин із родини молочайних (Euphorbiaceae), що зростає на півдні США й на півночі Мексики.

## Опис
Це багаторічна трав'яниста рослина з дерев'янистим, потовщеним кореневищем. Стебла зазвичай прямовисні, рідко злегка лежачі, часто густо скупчені зверху дерев'янистої крони, заввишки 3–15 см, голі. Листки супротивні; прилистки чіткі, вузьколінійні, зазвичай цілі, 0.5–1 мм, голі; ніжка листка 0.5–1 мм, гола; листова пластина від яйцюватої до ланцетної або довгаста або лінійно-ланцетна, 3–11 × 0.8–3(5) мм, основа злегка асиметрична, краї цілі, верхівка гостра або коротко загострена, поверхні голі. Квітки жовто-червоні. Коробочки від стиснено-яйцюватих до стиснено-кулястих, 1.7–2.1 × 1.6–2.4 мм, голі. Насіння біле, яйцювато-пірамідальне, помітно 4-кутне в перерізі, 1.6–2 × 1–1.2 мм, від гладкого до злегка зморшкуватого. Період цвітіння: весна — літо.

## Поширення
Зростає на півдні США й на півночі Мексики.